# Laická sociologie
Laická sociologie se zabývá úhrnem názorů lidí z různých sociálních skupin, vrstev na společnost a vlastní postavení v rámci ní. Myšlenky dotýkající se laické sociologie vychází z toho, že jsou lidé vlastním působením ve společnosti nucení se v ní orientovat a tak si vytváří interpretační schémata, která jim dávají možnost rozumět sociálnímu světu a zaujímat v něm určité postoje. 
Laická sociologie byla předmětem zkoumání již dávno a to skrze ojedinělé pokusy rekonstrukce lidového vědění o společnosti a to skrze přísloví, tradované historky, anekdoty či vtipy. Téma byla se stalo opětovně aktuálním se vznikem etnometodologie, která se zabývá studiem interpretačních schémat, která používají lidé k porozumění společnosti, ve které žijí. 